# Primetime-Emmy-Verleihung 1956
Die 8. Emmy-Verleihung fand am 17. März 1956 im Pan Pacific Auditorium in Hollywood, Kalifornien, USA statt. Die Zeremonie wurde von Art Linkletter moderiert und über NBC ausgestrahlt.

## Nominierungen und Gewinner

### Programmpreise
| Kategorie                                                                                               | Preisträger | Programm                                       | Nominierungen |
| --- | ----------- | ---------------------------------------------- | --- |
| Best Dramatic Series (Beste Dramaserie)                                                                 |             | Producers' Showcase, NBC                       | Climax, CBS Goodyear Television Playhouse, NBC Studio One, CBS The United States Steel Hour, CBS |
| Best Action or Adventure Series (Beste Action- oder Abenteuerserie)                                     |             | Disneyland, ABC                                | Alfred Hitchcock Presents, CBS The Lineup, CBS Polizeibericht, NBC Rauchende Colts, CBS |
| Best Variety Series (Beste Unterhaltungsserie)                                                          |             | The Ed Sullivan Show, CBS                      | The Dinah Shore Show, NBC Ford Star Jubilee, CBS The Perry Como Show, NBC Shower of Stars, CBS |
| Best Music Series (Beste Musiksendung)                                                                  |             | Your Hit Parade, NBC                           | Coke Time With Eddie Fisher, NBC The Dinah Shore Show, NBC The Perry Como Show, NBC The Voice of Firestone, ABC |
| Best Audience Participation Series (Quiz, Panel, Etc.) (Beste Mitmachsendung (Quiz, Bilderrätsel usw.)) |             | The $64,000 Question, CBS                      | I've Got a Secret, CBS People are Funny, NBC What's My Line?, CBS You Bet Your Life, NBC |
| Best Comedy Series (Beste Comedyserie)                                                                  |             | The Phil Silvers Show, CBS                     | The Bob Cummings Show, CBS Caesar's Hour, NBC The George Gobel Show, NBC The Jack Benny Show, CBS Make Room for Daddy, ABC |
| Best Documentary Program (Bestes Dokumentationsprogramm)                                                |             | Omnibus, CBS                                   | Meet the Press, NBC Person to Person, CBS See It Now, CBS Wide Wide World, NBC |
| Best Special Event Or News Program (Beste Sonder- oder Nachrichtensendung)                              |             | A-Bomb Coverage, CBS                           | Academy of Television Arts & Sciences Awards, NBC Academy of Motion Pictures Arts & Sciences Awards, NBC Baseball-World Series, NBC Football-Rose Bowl, NBC |
| Best Children’s Program (Beste Kindersendung)                                                           |             | Lassie, CBS                                    | Ding Dong School, NBC Howdy Doody, NBC Kukla, Fran and Ollie, ABC The Mickey Mouse Club, ABC The Pinky Lee Show, NBC |
| Best Single Program Of The Year (Beste Einzelsendung des Jahres)                                        |             | Producers' Showcase, NBC (Folge 1.7 Peter Pan) | Disneyland, ABC (Folge 2.13 Davy Crockett and the River Pirates) Ford Star Jubilee, CBS (Folge 1.3 The Caine Mutiny Court Martial) Make Room for Daddy ABC (Folge 2.24 Peter Pan Meets Rusty Williams) Producers' Showcase, NBC (Folge 2.4 The Sleeping Beauty) The United States Steel Hour, CBS (Folge 2.14 No Time for Sergeants) Wide Wide World, NBC (Folge The American West) |
| Best Contribution To Daytime Programming (Bester Beitrag zum Tagesprogramm)                             |             | Matinee Theatre, NBC                           | Arlene Francis für Home, NBC Dave Garroway für Today, NBC The Bob Crosby Show, CBS The Garry Moore Show, CBS |

### Produzentenpreise
| Kategorie                                                           | Preisträger | Programm                 | Nominierungen |
| ------------------------------------------------------------------- | ----------- | ------------------------ | --- |
| Best Producer – Film Series (Bester Produzent aufgezeichnete Serie) | Walt Disney | Disneyland, ABC          | James D. Fonda für You Are There, CBS Paul Henning für The Bob Cummings Show, CBS Nat Hiken für The Phil Silvers Show, CBS Frank LaTourette für Medic, NBC                                                                  |
| Best Producer – Live Series (Bester Produzent Live-Serie)           | Fred Coe    | Producers' Showcase, NBC | Herbert Brodkin für Goodyear Television Playhouse, NBC Hal Kanter für The George Gobel Show, NBC Martin Manulis für Climax, CBS The Theatre Guild für The United States Steel Hour, CBS Barry Wood für Wide Wide World, NBC |

### Regiepreise
| Kategorie                                                                         | Preisträger           | Programm                                                          | Nominierungen |
| --------------------------------------------------------------------------------- | --------------------- | ----------------------------------------------------------------- | --- |
| Best Director – Film Series (Beste Regie aufgezeichnete Serie)                    | Nat Hiken             | The Phil Silvers Show, CBS                                        | Rod Amateau für The Bob Cummings Show, CBS (Folge 1.25 The Return of the Wolf) Bernard Girard für You Are There, CBS (Folge 4.7 Grant and Lee at Appomattox) Alfred Hitchcock für Alfred Hitchcock Presents, CBS (Folge 1.10 The Case of Mr.Pelham) Sheldon Leonard für Make Room for Daddy, ABC Jack Webb für Polizeibericht, NBC |
| Best Director – Live Series (Beste Regie Live-Serie)                              | Franklin J. Schaffner | Ford Star Jubilee, CBS (Folge 1.3 The Caine Mutiny Court-Martial) | John Frankenheimer für Climax, CBS (Folge 2.11 Portrait in Celluloid) Clark Jones für Producers' Showcase, NBC (Folge 1.7 Peter Pan) Delbert Mann für Producers' Showcase, CBS (Folge 2.1 Our Town) Alex Segal für The United States Steel Hour, CBS (Folge 2.14 No Time for Sergeants)                                            |
| Best Art Direction – Film Series (Beste künstlerische Regie aufgezeichnete Serie) | William Ferrari       | You Are There, CBS                                                | Duncan Cramer für Four Star Playhouse, CBS Ernst Fegté für Medic, NBC Serge Krizman für Schlitz Playhouse of Stars, CBS Peter Proud für Die Abenteuer von Robin Hood, CBS |
| Best Art Direction – Live Series (Beste künstlerische Regie Live-Serie)           | Otis Riggs            | Producers' Showcase, NBC                                          | Jan Scott für Hallmark Hall of Fame, NBC Don Shirley für The Perry Como Show, NBC William Craig Smith für Lux Video Theatre, NBC James Vance für Climax, CBS |

### Drehbuchpreise
| Kategorie                                                    | Preisträger | Programm                                                          | Nominierungen |
| ------------------------------------------------------------ | --- | ----------------------------------------------------------------- | --- |
| Best Original Teleplay Writing (Bestes Original-TV-Drehbuch) | Rod Serling | Kraft Television Theatre, NBC (Folge 8.16 Patterns)               | Robert Alan Arthur für The Philco Television Playhouse, NBC (Folge 8.3 A Man Is Ten Feet Tall) Paddy Chayefsky für Goodyear Television Playhouse, NBC (Folge 4.17 The Catered Affair) David Davidson für The Alcoa Hour, NBC (Folge 1.4 Thunder in Washington) Cyril Hume für The United States Steel Hour, CBS (Folge 2.18 Fearful Decision)                         |
| Best Television Adaptation (Bestes adaptiertes TV-Drehbuch)  | Paul Gregory, Franklin J. Schaffner                                                                                              | Ford Star Jubilee, CBS (Folge 1.3 The Caine Mutiny Court-Martial) | David Dortort für The 20th Century Fox Hour, CBS (Folge 1.3 The Ox-Bow Incident) John Monks für The 20th Century Fox Hour, CBS (Folge 1.6 The Miracle on 34th Street) Rod Serling für Climax, CBS (Folge 1.20 The Champion) David Shaw für Producers' Showcase, NBC (Folge 2.1 Our Town)                                                                              |
| Best Comedy Writing (Beste Comedy-Vorlagen)                  | Arnold Auerbach, Barry Blitser, Vincent Bogert, Nat Hiken, Coleman Jacoby, Harvey Orkin, Arnold Rosen, Terry Rosen, Tony Webster | The Phil Silvers Show, CBS                                        | Mel Brooks, Selma Diamond, Larry Gelbart, Sheldon Keller, Mel Tolkin für Caesar's Hour, NBC Everett Greenbaum, Hal Kanter, Howard Leeds, Harry Winkler für The George Gobel Show, NBC Bob Carroll Jr., Jess Oppenheimer, Madelyn Pugh, Bob Schiller, Bob Weiskopf für I Love Lucy, CBS George Balzer, Hal Goldman, Al Gordon, Sam Perrin für The Jack Benny Show, CBS |

### Technikpreise
| Kategorie                                                            | Preisträger        | Programm                                             | Nominierungen |
| -------------------------------------------------------------------- | ------------------ | ---------------------------------------------------- | --- |
| Best Camera Work – Live Show (Beste Kamera Live-Show)                | T. Miller          | Studio One, CBS                                      | A.J. Cunningham für Climax, CBS Joe Strauss für Lux Video Theatre, NBC Les Vaught für Art Linkletter's House Party, CBS |
| Best Cinematography For Television (Beste TV-Kamera)                 | William Sickner    | Medic, NBC (Folge 2.9 Black Friday)                  | Norbert Brodine für The Loretta Young Show, NBC (Folge 2.35 I Remember the Rani) Edward Colman für Polizeibericht, NBC George Diskant für Four Star Playhouse, CBS (Folge 3.28 The Collar) Robert Pittack für Private Secretary, CBS                                       |
| Best Editing Of A Television Film (Bester TV-Schnitt)                | Edward W. Williams | Alfred Hitchcock Presents, CBS (Folge 1.7 Breakdown) | Samuel E. Beetley für Four Star Playhouse, CBS (Folge 3.28 The Collar) Jason H. Bernie für Navy Log, CBS (Folge 1.7 Operation Three-In-One) Stanley Frazen und Guy Scarpitta für The Bob Cummings Show, CBS Daniel Nathan für Fireside Theatre, NBC (Folge 1.5 Little Guy) |
| Best Engineering Technical Achievement (Beste technische Ausrüstung) |                    | RCA Tricolor Picture                                 | Automatic Iris Control Color Wipe Amplifier DuMont Electronicam Electronic Editing Machine Ultra-Violet Kinescope Recording of RCA |

### Musikpreise
| Kategorie                                                                    | Preisträger                  | Programm                                                                 | Nominierungen |
| ---------------------------------------------------------------------------- | ---------------------------- | ------------------------------------------------------------------------ | --- |
| Best Musical Contribution (Bester Musikbeitrag)                              | Sammy Cahn, Jimmy Van Heusen | Producers' Showcase, NBC (Folge 2.1 Our Town / Song „Love and Marriage“) | David Broekman für Wide Wide World, NBC (Serienkomposition) Sammy Cahn, Jimmy Van Heusen für Producers' Showcase, NBC (Folge 2.1 Our Town / Komposition) Noël Coward für Ford Star Jubilee, CBS (Folge 1.2 Together with Music / Song „Camarata“) Nelson Riddle für Producers' Showcase, NBC (Folge 2.1 Our Town / Bearbeitung) |
| Best Choreograph (Bester Choreograph) (Folge 1.7)                            | Tony Charmoli                | Your Hit Parade, NBC                                                     | Rod Alexander für Max Liebman Spectaculars, NBC Jerome Robbins für Producers' Showcase, NBC (Folge 1.7) Peter Pan James Starbuck für Max Liebman Presents und Shower of Stars, NBC, CBS June Taylor für The Jackie Gleason Show, CBS                                                                                            |
| Best Male Singer (Bester Sänger)                                             | Perry Como, NBC              |                                                                          | Harry Belafonte Eddie Fisher, NBC Gordon MacRae, NBC Frank Sinatra, NBC |
| Best Female Singer (Beste Sängerin)                                          | Dinah Shore, NBC             |                                                                          | Rosemary Clooney, Syndication Judy Garland, CBS Peggy Lee Gisele MacKenzie, NBC |
| Best Specialty Act – Single Or Group (Bester Sonderakt – Einzel oder Gruppe) | Marcel Marceau, NBC          |                                                                          | Harry Belafonte Victor Borge Sammy Davis Jr. Donald O’Connor, NBC |

### Darstellerpreise
| Kategorie                                                                | Preisträger    | Programm                                                          | Nominierungen |
| ------------------------------------------------------------------------ | -------------- | ----------------------------------------------------------------- | --- |
| Best Actor – Single Performance (Bester Einzeldarsteller)                | Lloyd Nolan    | Ford Star Jubilee, CBS (Folge 1.3 The Caine Mutiny Court-Martial) | Ralph Bellamy für United States Steel Hour, CBS (Folge 2.18 Fearful Decision) José Ferrer für Producers' Showcase, NBC (Folge 2.2 Cyrano de Bergerac) Everett Sloane für Kraft Television Theatre, NBC (Folge 8.16 Patterns) Barry Sullivan für Ford Star Jubilee, CBS (Folge 1.3 The Caine Mutiny Court-Martial) |
| Best Actress – Single Performance (Beste Einzeldarstellerin)             | Mary Martin    | Producers' Showcase, NBC (Folge 1.7 Peter Pan)                    | Julie Harris für United States Steel Hour, CBS (Folge 3.6 A Wind from the South) Eva Marie Saint für Producers' Showcase, NBC (Folge 2.1 Our Town) Jessica Tandy für Producers' Showcase, NBC (Folge 1.11 The Fourposter) Loretta Young für The Loretta Young Show, NBC (Folge 3.17 Christmas Stopover)           |
| Best Actor – Continuing Performance (Bester Serienhauptdarsteller)       | Phil Silvers   | The Phil Silvers Show, CBS                                        | Bob Cummings für The Bob Cummings Show, CBS Jackie Gleason für The Honeymooners, CBS Danny Thomas für Make Room for Daddy, ABC Robert Young für Vater ist der Beste, CBS |
| Best Actress – Continuing Performance (Beste Serienhauptdarstellerin)    | Lucille Ball   | I Love Lucy, CBS                                                  | Gracie Allen für The Burns and Allen Show, CBS Eve Arden für Our Miss Brooks, CBS Jean Hagen für Make Room for Daddy, ABC Ann Sothern für Private Secretary, CBS |
| Best Supporting Actor in a Regular Series (Bester Seriennebendarsteller) | Art Carney     | The Honeymooners, CBS                                             | Ed Begley für Kraft Television Theatre, NBC (Folge 8.16 Patterns) William Frawley für I Love Lucy, CBS Carl Reiner für Caesar's Hour, NBC Cyril Ritchard für Producers' Showcase, NBC (Folge 1.7 Peter Pan) |
| Best Actress In A Supporting Role (Beste Seriennebendarstellerin)        | Nanette Fabray | Caesar's Hour, NBC                                                | Ann B. Davis für The Bob Cummings Show, CBS (Folge 1.21 Schultzy's Dream World) Jean Hagen für Make Room for Daddy, ABC Audrey Meadows für The Honeymooners, CBS Thelma Ritter für Goodyear Television Playhouse, NBC (Folge 4.17 The Catered Affair)                                                             |

### Moderatorenpreise
| Kategorie                                                                        | Preisträger           | Programm | Nominierungen                                                                           |
| -------------------------------------------------------------------------------- | --------------------- | -------- | --------------------------------------------------------------------------------------- |
| Best M.c. Or Program Host (Bester Moderator)                                     | Perry Como, NBC       |          | Alistair Cooke, CBS John Charles Daly, CBS Dave Garroway, NBC Alfred Hitchcock, CBS     |
| Best News Reporter Or Commentator (Bester Nachrichtenreporter oder -kommentator) | Edward F. Murrow, CBS |          | John Charles Daly, ABC Douglas Edwards, CBS Clete Roberts, CBS John Cameron Swayze, NBC |
| Best Comedian (Bester Komiker)                                                   | Phil Silvers, CBS     |          | Jack Benny, CBS Sid Caesar, NBC Art Carney, CBS George Gobel, NBC                       |
| Best Comedienne (Beste Komikerin)                                                | Nanette Fabray, NBC   |          | Gracie Allen, CBS Eve Arden, CBS Lucille Ball, CBS Ann Sothern, CBS                     |

### Sonderpreise
| Kategorie                                      | Preisträger                                                                | Programm | Nominierungen                                    |
| ---------------------------------------------- | -------------------------------------------------------------------------- | -------- | ------------------------------------------------ |
| Governors Award                                | Dwight D. Eisenhower (für die Nutzung und Förderung des Mediums Fernsehen) |          |                                                  |
| Best Commercial Campaign (Beste Werbekampagne) | Ford                                                                       |          | Bank of America Chrysler Hamm's Beer Piel's Beer |